# Rocha carbonática
Rocha carbonática é um tipo de rocha sedimentar cuja composição primária são os carbonatos.  Os principais tipos de rochas carbonáticas são o calcário, composto dominantemente por calcita ({\displaystyle CaCO_{3}})  e o dolomito, composto pelo mineral dolomita ({\displaystyle CaMg(CO_{3})_{2}}).  Outros tipos de rochas carbonáticas são o cré e o tufo.